# Мередит Уайлд
Мередит Уайлд (на английски: Meredith Wild) е псевдоним на американска писателка на бестселъри в жанра еротичен любовен роман.

## Биография и творчество
Мередит Уайлд е родена през 1982 г. във Фултън, Илинойс, САЩ. Израства в Западен Масачузетс и в Бостън. От малка е ненанситен читател и опитва да пише.
Завършва през 2004 г. с бакалавърска степен английска филология в Колежа „Смит“. В колежа се омъжва за съпруга си Джонатан, с когото имат три деца. След дипломирането си се преместват в Ню Хемпшър и тя насочва към доходоносната професия по разработване на софтуер. Учи графичен дизайн и работи с високо-технологични компании. Основава и става изпълнителен директор на малка софтуерна компания.
Повлияна от произведенията на Стефани Майър и Ерика Ленард, заедно с работата си започва да пише еротични романи в късните вечери. За да издаде книгите си през януари 2013 г. създава собствена компания „Waterhouse Press“, взема кредит за провеждане на рекламна кампания, прави кориците на книгите си сама, и продава чрез сайтовете на „Amazon“ и „Barnes & Noble“.
Първият ѝ роман „Прелъстена“ от поредицата „Хакерът“ публикува самостоятелно през 2013 г. като електронна книга. Главната героиня е младата и независима бизнес дама Ерика Хатауей решена да пробие в света на високите технологии чрез собствена социална мрежа. Среща компютърния гений, милиардер и хакер, Блейк Ландън, който завладява ума и тялото ѝ. Книгата става бестселър и дава старт на писателската ѝ кариера.
Четвъртата книга „Hard Limit“ от поредицата става бестселър №1 в списъка на „Ню Йорк Таймс“ и тя сключва многомилионен договор с издателство „Hachette Book Group“.
Произведенията на писателката са преведени на 20 езика по света.
Мередит Уайлд живее със семейството си в Дестин, Флорида.

## Произведения

### Самостоятелни романи
- Misadventures of a City Girl (2017) – с Чели Блис
- Misadventures of the First Daughter (2017) – с Миа Мишел

### Серия „Хакерът“ (Hacker)
1. Hardwired (2013)
Прелъстена, изд.: Сиела, София (2016), прев. Марианна Панова
2. Hardpressed (2013)
Принудена, изд: Сиела, София (2017), прев. Марианна Панова
3. Hardline (2014)
4. Hard Limit (2014)
5. Hard Love (2015)

### Серия „Мостът“ (Bridge)
1. On My Knees (2014)
2. Into the Fire (2016)
3. Over the Edge (2016)